# День за днём
«День за днём» — советская телевизионная повесть из двух частей (по 9 и 8 глав, соответственно), созданная по сценарию Михаила Анчарова, вышедшая в 1971 году. Является первым советским телевизионным сериалом.

## Сюжет
Действие происходит в Москве в начале 1970-х годов.

Герои телеповести — жильцы большой коммунальной квартиры, разные семьи, в частности, Якушевы и Баныкины. Соседи становятся почти родственниками, и судьбы их тесно переплетаются. Старый дом идёт на слом, и всем соседям предстоит расселение по разным квартирам…

## История создания
В телепостановке снялись 144 артиста из одиннадцати театров Москвы. Как вспоминал режиссёр постановки Всеволод Шиловский, изначально планировалось снять девять серий, но по требованию свыше телесериал продлили до семнадцати. Во время съёмок автор сценария Михаил Анчаров, в квартире которого шла работа над сценарием, перенёс инфаркт. Фильм снимался на плёнку, где умещалось 40 минут экранного времени, поэтому в случае ошибки одного из актёров всё приходилось снимать сначала.
На производство телесериала были выделены мизерные деньги, поэтому Шиловскому пришлось выбивать у тогдашнего председателя Гостелерадио СССР Сергея Лапина достойные гонорары.
Телесериал, став первым подобным проектом на Центральном телевидении СССР, пользовался большой популярностью зрителей. Создателям телесериала пришло 300 тысяч писем, что является рекордом, не побитым до сих пор.
Также известными стали песни, впервые прозвучавшие в телесериале: «Песня о России» в исполнении молодой певицы Валентины Толкуновой и песня «Стою на полустаночке» в исполнении актрисы Нины Сазоновой, которую позже стала исполнять сама Толкунова с разрешения Сазоновой.

## В ролях
- Вячеслав Невинный — Виктор Баныкин
- Нина Сазонова — тётя Паша
- Алексей Грибов — дядя Юра
- Юрий Горобец — Константин Якушев
- Нина Попова — Женя Якушева
- Людмила Антонюк — мать Жени
- Алексей Борзунов — Толич
- Татьяна Назарова — Таня
- Михаил Зимин — заведующий лабораторией
- Евгений Лазарев — Борис
- Нина Семёнова — Лёля
- Михаил Болдуман — Антонов
- Алексей Эйбоженко — Седой
- Ксения Минина — Ксения
- Елена Ситко — Шура
- Леонид Галлис — Фролов
- Галина Калиновская — Фролова
- Игорь Охлупин — Пахомов
- Кира Головко — Кира Николаевна, мама Толича
- Валентин Никулин — Дима
- Дзидра Ритенбергс — Дзидра Артуровна
- Ангелина Степанова — Соколова
- Надежда Федосова — Анастасия Николаевна
- Евгения Ханаева — Антонина Григорьевна Мохалёва
- Всеволод Шиловский — Жора, бывший муж Лёли
- Виталий Беляков — Вова
- Римма Быкова — Пронина
- Анастасия Георгиевская — массовик
- Сергей Десницкий — зять
- Елена Королёва — Вера, дочь дяди Юры
- Нина Марушина — Лиля
- Владимир Привальцев — Андрюша
- Татьяна Рогозина — Илза
- Алексей Самойлов — Потакуев
- Николай Шавыкин — завклубом
- Георгий Шевцов — подполковник
- Роман  Вильдан — Ричард / Кононов
- Татьяна Говорова — Света
- Андрей Горбатов — Семён
- Анастасия Зуева — бабуня
- Виталий Коняев — Игорь
- Афанасий Кочетков — Афанасий Муравьев
- Алексей Крыченков — Валера
- Юрий Медведев — Семёнов
- Тамара Миронова — Тамара
- Татьяна Распутина — Антонина
- Александр Стрельников — Санька Черепанов
- Ольга Широкова — Анка
- Виталий Ованесов — Киракос Мовсесян
- Лариса Пашкова — Галина
- Марк Прудкин (народный артист СССР) — Богданов
- Пётр Чернов — Блинов
- Сергей Сафонов — директор
- Николай Пажитнов — Кукушкин
- Нина Лапшинова — Макарова
- Нелли Снитко — Люда
- Валерия Заклунная — эпизод
- Борис Борисов — студент
- Татьяна Махова — помреж
- Елена Одинцова — молодая актриса
- Якоб Ромбро — повар
- Виктор Ломакин — Грачёв
- Иван Тарханов — староста
- Всеволод Абдулов — киношник
- Владимир Грамматиков — киношник
- Константин Градополов — лектор на показе мод
- Владимир Сальников — ученик повара
- Геннадий Кочкожаров — эпизод
- Дмитрий Шутов — участник совещания на ткацкой фабрике / на показе мод
- Виталий Безруков — эпизод
- Людмила Кудрявцева — Людмила Андреевна, кадровик (нет в титрах)

## Над фильмом работали
- Режиссёр-постановщик — Всеволод Шиловский
- Художественный руководитель постановки — Народный артист СССР В. Я. Станицын
- Художники-постановщики — Виктор Лесков, Сергей Сафронов (в некоторых титрах Софронов)
- Композитор — Илья Катаев
- Режиссёр — Лидия Ишимбаева
- Ведущие операторы — Борис Кипарисов, Олег Богданов, Владислав Ефимов
- Операторы: Ефим Рацимор, Николай Журавлёв, Эрик Малинин, Юрий Лисин, Алексей Покровский, Александр Пугачёв, Геннадий Зубанов, Анатолий Авагин
- Ассистенты режиссёра — Людмила Новичевская (в титрах Новичевскля), Олег Карстен, Ксения Велембовская
- Помощник режиссёра — Татьяна Преснякова
- Художники:

по костюмам — Елизавета Верховская
по декорациям — Владимир Белов, Лариса Арустамова, Михаил Аничков
по свету — Александр Цейтлин, Карл Решилов, Марк Урутян, Герасим Богачов, Виктор Кривдин, Константин Соколов
- Звукорежиссёры — Валентина Козлова, Эдуард Арефин, Александр Никитанов
- Музыкальные редакторы — Елена Давыдова, Людмила Давыдова, Марина Крутоярская
- Текст песен — Михаила Анчарова
- Монтаж — Елены Гетманенко, Елены Катковой
- Редактор — Олег Новопокровский
- Песни исполняли: Ю. Горобец, Н. Сазонова, Е. Лазарев, Н. Семёнова, А. Борзунов, Владислав (Вадим) Лынковский, В. Толкунова, Владимир Трошин, Валентин Никулин, Владимир Макаров, Лев Лещенко
- Государственный симфонический оркестр кинематографии при Совете Министров СССР. Дирижёры: Владимир Васильев, Давид Штильман, Александр Петухов
- Редактор — Олег Новопокровский.

## Песни из телеспектакля
Вся музыка написана Ильёй Катаевым.
| №                   | Название                       | Текст песни         | Вокал                           | Длительность |
| ------------------- | ------------------------------ | ------------------- | ------------------------------- | ------------ |
| 1.                  | «Песня о циркаче»              | Михаил Анчаров      | Валентин Никулин                | 3:11         |
| 2.                  | «Вокализ»                      |                     | Валентина Толкунова             | 4:20         |
| 3.                  | «В германской дальней стороне» | Михаил Анчаров      | Владимир Трошин (на пластинке)  | 3:28         |
| 4.                  | «Кап-кап…»                     | Михаил Анчаров      | Валентина Толкунова             | 2:49         |
| 5.                  | «Глоток воды»                  | Михаил Анчаров      | Владимир Трошин                 | 2:01         |
| 6.                  | «Вальс»                        |                     | инструментальная                | 3:49         |
| 7.                  | «Я ночью шла по улице»         | Михаил Анчаров      | Валентина Толкунова             | 2:39         |
| 8.                  | «Воспоминание»                 |                     | инструментальная                | 1:51         |
| 9.                  | «Об относительности возраста»  | Михаил Анчаров      | Валентин Никулин                | 3:15         |
| 10.                 | «Звук шагов»                   | Михаил Анчаров      | Валентина Толкунова             | 2:45         |
| 11.                 | «Спящие кони»                  |                     | инструментальная                | 3:44         |
| 12.                 | «Ты припомни, Россия…»         | Михаил Анчаров      | Валентин Никулин                | 4:12         |
| 13.                 | «В германской дальней стороне» | Михаил Анчаров      | Владислав Лынковский (в фильме) |              |
| Общая длительность: | Общая длительность:            | Общая длительность: | Общая длительность:             | 35:10        |

Вся музыка написана Ильёй Катаевым.
| №                   | Название                          | Текст песни         | Вокал               | Длительность |
| ------------------- | --------------------------------- | ------------------- | ------------------- | ------------ |
| 1.                  | «Вступление»                      |                     | инструментальная    | 0:20         |
| 2.                  | «Вальс»                           |                     | инструментальная    | 3:38         |
| 3.                  | «Слово «Товарищ»»                 | Михаил Анчаров      | Владимир Макаров    | 2:59         |
| 4.                  | «Вокализ-интермедия»              |                     | Валентина Толкунова | 3:07         |
| 5.                  | «Мне приснились сырые проталинки» | Михаил Анчаров      | Юрий Горобец        | 3:13         |
| 6.                  | «Аэлита»                          | Михаил Анчаров      | Валентин Никулин    | 3:49         |
| 7.                  | «Танго»                           |                     | инструментальная    | 3:21         |
| 8.                  | «Вступление»                      |                     | инструментальная    | 0:20         |
| 9.                  | «Стою на полустаночке»            | Михаил Анчаров      | Нина Сазонова       | 2:52         |
| 10.                 | «Вокализ-интермедия»              |                     | Валентина Толкунова | 3:05         |
| 11.                 | «Ты прости меня, дерево»          | Михаил Анчаров      | Валентина Толкунова | 3:05         |
| 12.                 | «Она была во всём права»          | Михаил Анчаров      | Лев Лещенко         | 2:27         |
| 13.                 | «Вокализ-интермедия»              |                     | Валентина Толкунова | 1:55         |
| 14.                 | «Воспоминание о Москве»           | Михаил Анчаров      | Владимир Макаров    | 4:12         |
| Общая длительность: | Общая длительность:               | Общая длительность: | Общая длительность: | 34:14        |

- Музыка исполнена Государственным симфоническим оркестром кинематографии, дирижёр — Владимир Васильев.

## Технические данные
- Чёрно-белый, 4:3